# 캉아르

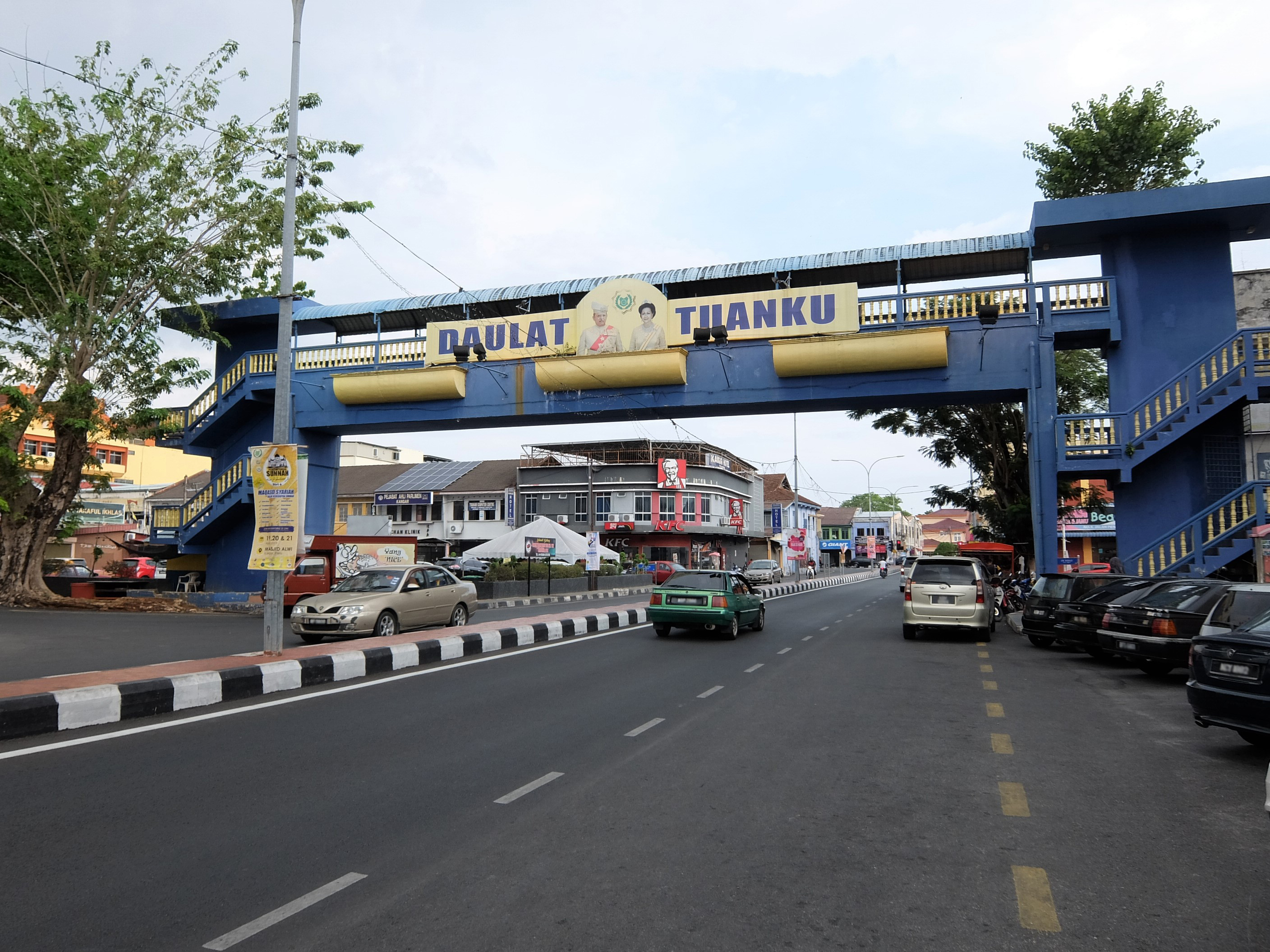
캉아르 시가지

캉아르(Kangar)는 말레이시아 프를리스주의 주도로, 인구는 48,898명(2005년 기준)이다. 말레이시아 서부 지방(반도 지방) 최북단에 위치하며 프를리스 강과 접한다. 도시 이름은 매의 한 종류를 뜻하는 단어인 "캉콕"(Kangkok, Spizaetus Limnaetu)에서 유래된 이름이다.